# ГАЕС Northfield Mountain
ГАЕС Northfield Mountain — гідроакумулювальна електростанція у штаті Массачусетс (Сполучені Штати Америки).
Як нижній резервуар станція використовує водосховище ГЕС Turners Falls, створене на річці Коннектикут (дренує східну сторону Аппалачів та впадає до протоки Лонг-Айленд). Ця водойма, витягнута по долині річки на 32 км, має площу поверхні 8,5 км2 та припустиме коливання рівня в операційному режимі між позначками 53,6 та 56,4 метра НРМ, що забезпечує корисний об'єм у 19,9 млн м3. Цих параметрів досягнуто саме в межах проєкту ГАЕС, для чого збільшили розташовану в лівій протоці Коннектикуту бетонну греблю Montague (висота 11 метрів, довжина 192 метри) та спорудили у правій протоці нову бетонну греблю Gill (висота 17 метрів, довжина 150 метрів).
Верхній резервуар створили на лівобережжі річки за допомогою греблі висотою 43 метри, довжиною 1600 метрів та товщиною по гребеню 9 метрів, і трьох допоміжних дамб висотою від 8 до 14 метрів та загальною довжиною 1501 метр. Разом вони утримують водосховище з площею поверхні 1,2 км2 та корисним об'ємом 15,2 млн м3, у якому припустиме коливання рівня в операційному режимі між позначками 286 та 305 метрів НРМ.
З верхнього резервуара через канал довжиною 0,6 км і напірну шахту глибиною 24 метри ресурс потрапляє до водоводу завдовжки 0,25 км з діаметром 9,4 метра. Останній розгалужується спершу на два, а потім на чотири водоводи з кінцевим діаметром 2,9 метра, котрі живлять розташовані у підземному машинному залі розмірами 100х21 метр чотири оборотні турбіни загальною потужністю 1167 МВт. Гідроагрегати станції використовують напір від 230 до 251 метра та мають проєктний виробіток на рівні 1382 млн кВт·год електроенергії на рік, при цьому на закачування води витрачається 1437 млн кВт·год. З нижнім резервуаром вони пов'язані через тунель завдовжки 1,6 км з перетином 10 × 9,4 метра.
Зв'язок з енергосистемою відбувається по ЛЕП, розрахованій на роботу під напругою 345 кВ.